# Declan Kennedy
Pour les articles homonymes, voir Kennedy.
Declan Kennedy, né le 24 juillet 1934 à Dublin, est un architecte et professeur à l'Université technique de Berlin. À partir de 1985, il est un des pionniers de la permaculture en Europe.

## Biographie
Declan Kennedy étudie l'architecture à Dublin et Darmstadt de 1953 à 1961, puis il devient assistant à la chaire d'histoire de l'architecture à l'Université de technologie de Darmstadt. Il a ensuite obtenu son doctorat de l'Université de Pittsburgh grâce à une bourse d'études. De 1972 à 1985, il est professeur d'urbanisme à  l'Université technique de Berlin.
Il se marie en 1961 avec Margrit Kennedy, une architecte, également impliquée dans l'écologie et le développement soutenable. Au début des années 1980, Bill Mollison est invité à l'Université de Berlin. Cette rencontre oriente les recherches des Kennedy vers la défense d'un nouvel urbanisme donnant une grande place aux activités agricoles en permaculture.
De 1984 à 1989, il a dirigé un institut de permaculture européen. De 1989 à 1994 il coordonne le programme "ecoteams" pour le Plan d'action mondial pour la Terre (Global Action Plan International (en)). De sa création en 1995 à 1999, il est coordinateur européen du Global Ecovillage Network.
En 1985, Margrit et Declan Kennedy fondent l'écovillage Lebensgarten Steyerberg (de) en Allemagne (Basse-Saxe), où ils animent un projet de recherche et d’expérimentation en permaculture.

## Publications
- 1996 Margrit Kennedy &Declan Kennedy (Editors) Designing  Ecological Settlements, European Academy of  the Urban Environment[3]